# Жене, Жан
Жан Жене́ (фр. Jean Genet; 1910—1986) — французский писатель, поэт, драматург, режиссёр и общественный деятель, творчество которого вызывает споры. Главными героями его произведений были воры, убийцы, проститутки, сутенёры, контрабандисты и прочие обитатели социального дна.

## Биография
Жан Жене родился в Париже 19 декабря 1910 года. Мать Жана, психически неуравновешенная женщина, отдала его на воспитание в крестьянскую семью. В детстве Жене был набожным и послушным мальчиком, пока в возрасте десяти лет его не обвинили в воровстве. Позже выяснилось, что кражу он не совершал. Обиженный на мир, он решил стать вором. Жан писал об этом позже: «Я решил отрицать мир, который отрицал меня».
С малых лет жизнь Жене омрачалась всевозможными проблемами и трудностями — за многочисленные кражи он в 15-летнем возрасте попал в колонию для несовершеннолетних «Меттрэ». В колонии Жан стал наложником сразу нескольких подростков, чем очень гордился. Период жизни писателя, проведённый в этой колонии, стал основой сюжета его романа «Чудо о розе» (Miracle de la rose, 1946). В середине декабря 1927 года Жене бежал из колонии, но вскоре его туда вернули. Для того чтобы вырваться из заключения, 18-летний Жан записался на службу в Иностранный легион, но вскоре, прихватив с собой личные вещи одного из офицеров, дезертировал и за систематические мелкие кражи, использование поддельных документов и бродяжничество снова несколько раз попадал в тюрьму. Во Франции, во время немецкой оккупации, он почти всё время находился в заключении.

### Литературная деятельность
Своё литературное творчество Жене начал в 1940-х годах. Его первые произведения, как и произведения Эрика Журдена, затрагивали такие щекотливые темы, как гомосексуальность и преступность.
Публикация первого романа «Богоматерь цветов» (1943) открыла перед писателем двери литературного мира. К этому времени он уже успел познакомиться с Андре Жидом и издателем Жаном Декарненом, который стал любовником Жене. Появились поклонники среди читателей — выдающиеся мыслители и литераторы своего времени: Жан Кокто и Жан-Поль Сартр стали его добрыми друзьями, живо интересовались его творчеством. Эти же люди помогли Жене избежать пожизненного заключения, которое ему грозило за кражу редкого издания Верлена. В тюрьму он уже больше никогда не попадал. За пять лет Жан написал и издал пять романов. Жан-Поль Сартр начал писать предисловие к собранию его сочинений и остановился только тогда, когда «предисловие» разрослось до 600 страниц. В 1952 году оно вышло под названием «Святой Жене, комедиант и мученик» («Saint Genet, comédien et martyr»). Жене был настолько потрясен глубиной анализа своих произведений, а также неожиданно свалившейся на него славой выдающегося писателя, что это повлекло творческий кризис, который продолжался до 1956 года.
Он вернулся в литературу, но уже как драматург. Одна за другой выходят три его пьесы — «Балкон» («Le Balcon», 1956), «Негры» («Les Nègres», 1958) и «Ширмы» («Les Paravents», 1961), которые продемонстрировали другую сторону его таланта: от автобиографической прозы писатель перешёл к аллегориям с политическим подтекстом.
В это самое время Жене влюбился в канатоходца-араба по имени Абдула, но эти отношения продлились недолго. Из-за несчастных случаев и травм Абдула совершил самоубийство. Жене впал в депрессию и сам попытался покончить с собой. Больше он ничего не написал. С этого времени его интересовала только политика.
Необычность и деликатность тем произведений Жана Жене, на многие из которых в середине XX столетия было наложено суровое табу, привели к тому, что в 1950-х годах некоторые его книги были запрещены в США.

### Общественная деятельность
В конце 1960-х годов Жан Жене активно включился в политическую жизнь страны, участвовал в демонстрациях за улучшение жизненных условий африканских иммигрантов во Франции и поддерживал знаменитые студенческие волнения в Париже. Не скрывая своей гомосексуальности, Жан Жене вопреки своей воле стал одним из символов и вдохновителей движения геев за равноправие.
В 1970 г. по приглашению Партии чёрных пантер он три месяца провёл в США, где посещал судебные процессы над их лидером Хьюи Ньютоном и читал лекции.
В 1982 г. Жене побывал в Бейруте после резни в Сабре и Шатиле, на следующий год вышло его эссе «Четыре часа в Шатиле». По словам египетской писательницы А. Суеиф, «палестинцы нашли в Жене пылкого друга».

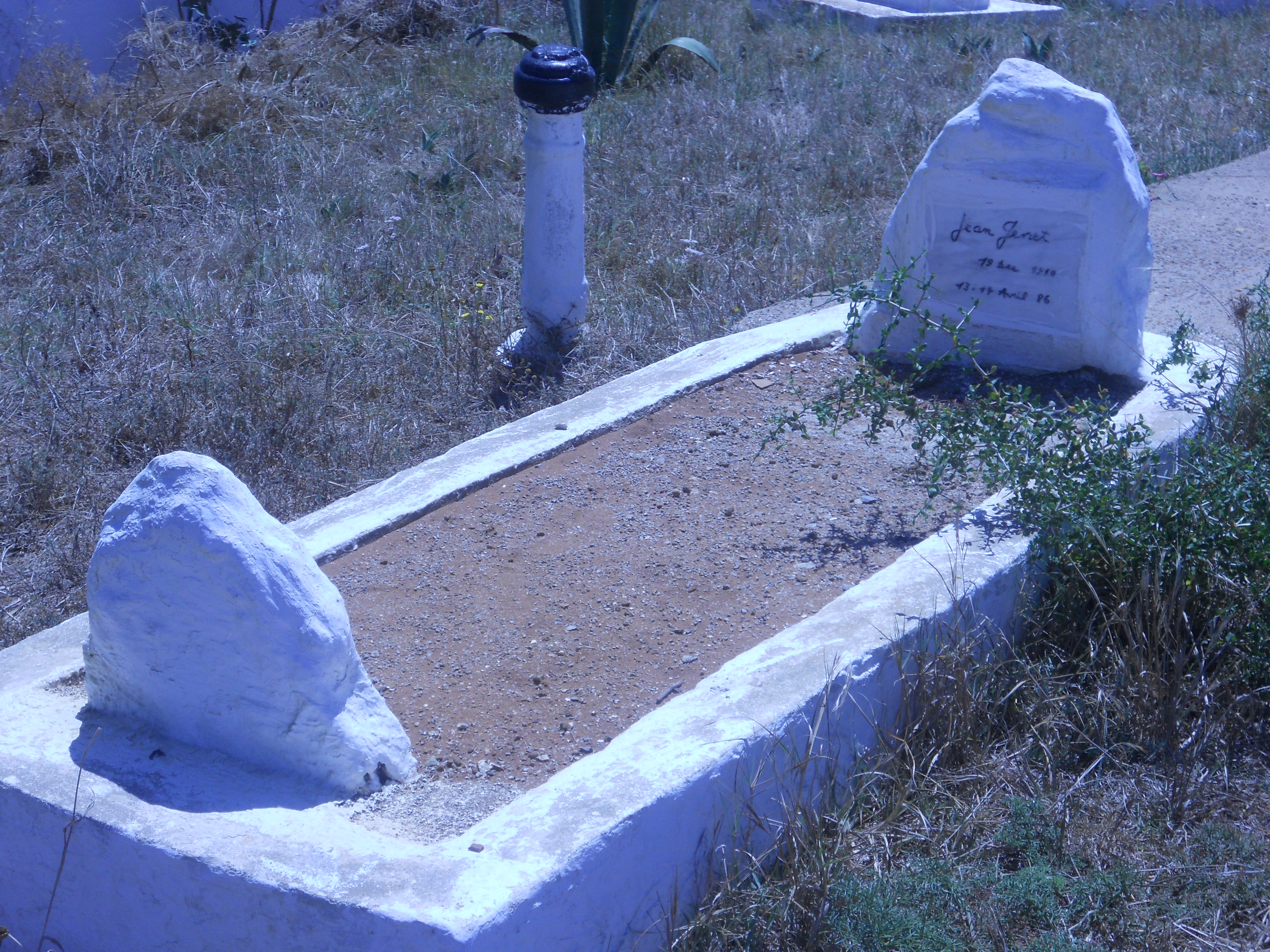
Могила Жана Жене

Литератор одобрительно отзывался о Советском Союзе, считая его «закваской» для остального мира.

### Смерть
Последние годы Жене болел раком горла. Его тело нашли 15 апреля 1986 в гостиничном номере в арабском районе Парижа. Писатель так никогда и не обзавелся собственным жильём. Он был похоронен на испанском кладбище в городке Лараш (Марокко) недалеко от домика, где когда-то жил. Права на издание своих произведений Жене завещал своему бывшему любовнику. После смерти писателя этот молодой человек периодически появлялся в издательстве «Галлимар» за гонорарами. Он никогда никого ни о чём не спрашивал, ни с кем не разговаривал, а просто молча брал деньги и уходил. При этом он не мог даже расписаться в ведомости, поскольку был неграмотным.

## Фильмография

### Режиссёр
- 1950 — Песнь любви / Un Chant d’Amour (короткометражный)
- 1984 — В начале был вор / Am Anfang war der Dieb (короткометражный, документальный)

### Экранизации и сценарные работы
- 1950 — Песнь любви / Un chant d’amour
- 1956 — Goubbiah, mon amour
- 1962 — Служанки / Stuepigerne
- 1963 — Балкон / The Balcony (реж. Джозеф Стрик)
- 1964 — Служанки / Die Zofen
- 1966 — Высокий надзор / Deathwatch (реж. Вик Морроу)
- 1966 — Негры / Der Neger
- 1966 — Мадмуазель / Mademoiselle
- 1966 — Jungfruleken
- 1967 — Possession du condamné
- 1975 — Святой, мученик и поэт / Saint, martyr et poète
- 1975 — Poor Pretty Eddie
- 1975 — Служанки / The Maids
- 1981 — Чёрное зеркало / Black Mirror
- 1982 — Керель (реж. Райнер Вернер Фасбиндер, роман «Керель из Бреста» / «Querelle de Brest»)
- 1982 — Балкон / Parveke
- 1985 — Служанки / Les bonnes
- 1986 — Сфинкс / Le sphinx
- 1991 — Яд (реж. Тодд Хейнс)
- 1992 — Les équilibristes
- 2000 — Genet à Chatila (новелла «Quatre heures à Chatila»)
- 2002 — Балкон / Le balcon
- 2003 — Serva e padrona
- 2006 — Bonne bourre
- 2006 — Jean Genet, c'était pas moi (новелла «L’ennemi déclaré»)
- 2006 — Jean je n’ai…
- 2006 — Quelques fleurs pour un chant d’amour
- 2008 — Служанки / Die Zofen

## Издания на русском языке
- Жене Ж. Служанки: Пьеса в одном действии / Пер. Е. Наумовой // Театр парадокса [: сб. пьес:Ионеско, Беккет, Жан Жене, Пинтер, Аррабаль, Мрожек ] / Сост. и автор предисл. И. Дюшен. — М.: Искусство, 1991. — ISBN 5-210-02472-5.
- Жене Ж. Богоматерь цветов: Роман. / Пер. Е. Гришина, С. Табашкин. — М.: Эргон, Журн. «Азазель», 1993. — 316 с. — ISBN 5-86709-008-6
- Жене Ж. Служанки: Пьеса в одном действии / Пер. С.Макуренковой. — М.: Академия, 1995. — 95 с.
- Жене Ж. Керель / Перевод с французского Т.Кондратович [: Маруся Климова ]. СПб.: ИНАПРЕСС, 1995. — 334 с. — ISBN 5-87135-013-5
- Жене Ж. Чудо о розе. Смертник / Перевод А.Смирновой. СПб.: ИНАПРЕСС, 1998. — 304 с. — ISBN 5-87135-061-5)
- Жене Ж. Строгий надзор: Пьесы / Сост. и предисл. С.Исаева. Перевод с франц. С.Исаева, С.Макуренковой, Е.Наумовой, А.Наумова. Послесловие Е.Гальцовой. — М.: ГИТИС, 2000. 476 с. — ISBN 5-7196-0288-7 (Серия «Открытое пространство»)
- Жене Ж. Театр Жана Жене: Пьесы, статьи, письма [: сб.]. СПб.: Гиперион; Гуманитарная Академия, 2001. — 508 с., 3000 экз. — ISBN 5-89332-034-4
- Жене Ж. Торжество похорон. — М.: Текст, 2001. — 384 с. — ISBN 5-7516-0201-3
- Жене Ж. Франц, дружочек… — М.: Текст, 2002. — 123 с. — ISBN 5-7516-0288-9
- Жене Ж. Дневник вора. — М.: Текст, 2005. — ISBN 5-7516-0513-6
- Жене Ж. Строгий надзор; Служанки; Балкон; Ширмы: Пьесы. / Пер. с француз. С. Исаева, А. Наумова, Е. Наумовой. — М.: ИД «Флюид», 2011. — 512 с. — ISBN 5-98358-266-8 (Театральная линия)
- Жене Ж. Стихотворения / Пер. с фр. А. Смирновой. — М.: Текст, 2014. — 189 c.
- Жене Ж. Богоматерь цветов: Роман. / Пер. с фр. Аллы Смирновой. — М.: АСТ, сор. 2015. — 415 с.; 2000 экз. ISBN 978-5-17-090851-6 (Книга non grata)
- Жене Ж. Рембрандт: Три текста. / Пер. с фр. А. Шестакова. — М.: Ad Marginem; Музей современного искусства «Гараж», 2019. — 80 с.; ил. — ISBN 978-5-91103-458-0